# Roger Foulon
Roger Foulon, né le 3 août 1923 à Thuin, dans la province de Hainaut, et mort dans la même ville le 25 février 2008, est un écrivain belge de langue française.

## Biographie
Roger Foulon est l'auteur de quelque 120 titres parmi lesquels on trouvera des romans, nouvelles, essais, poésies et chroniques. Il est également instituteur puis journaliste indépendant pour divers journaux locaux dans lesquels il relate la vie thudinienne durant de nombreuses années.
Dans les années 1950, il crée l'association Les Artistes de Thudinie, dont Les Feuillets du Spantole sont la revue littéraire, afin de mettre en valeur la vie culturelle de la Thudinie. Il figure également parmi les membres fondateurs du Centre d'histoire et d'art de la Thudinie dont il est le président d'honneur jusqu'à sa mort.
Il est aussi membre actif de nombreuses associations thudiniennes, telles les « amis de Maurice des Ombiaux », association agathopédique, et la « confrérie du Saint-Sacrement », association catholique multiséculaire.
Président de l'Association des écrivains belges de langue française de 1973 à 1994, Roger Foulon est élu en 1999 à l'Académie royale de langue et de littérature françaises de Belgique et est membre du Fonds national de la Littérature.
Il est une des personnalités emblématiques de la ville de Thuin dont il est l'un des chantres. Il participait aussi chaque année à la marche folklorique et militaire de la Saint-Roch. Il a reçu le Prix Maurice Carême en 2005.

## Œuvres
- L'Envers du décor, 1965. Prix Charles Plisnier.
- Laudes pour elle et le monde, Thuin, Le Spantole, 1970
- L’Espérance abolie, Bruxelles, La Renaissance du Livre, 1976.
- Marches militaires et folkloriques d'Entre-Sambre-et-Meuse, essai, Bruxelles, Paul Legrain, 1977.
- Un Été dans la Fagne, Bruxelles, Paul Legrain, 1980. Prix George-Garnir.
- Vipères, Bruxelles, Paul Legrain, 1981.
- Barrages, Bruxelles, Paul Legrain, 1982.
- Le Légendaire de Wallonie, Bruxelles, Paul Legrain, 1983.
- Déluge, Bruxelles, Paul Legrain, 1984.
- Naissance du monde, Paul Legrain, 1986.
- Les Tridents de la colère, Paul Legrain, 1991.
- L'Homme à la tête étoilée, Avin, Luce Wilquin éditrice, 1995.
- Charmes de mon pays, I.P. éditions, 2008.